# Conduit 2
Conduit 2 es un videojuego de disparos en primera persona o FPS (siglas en inglés de first-person shooter) desarrollado por High Voltage Software y publicado por Sega exclusivamente para Wii. Es la secuela de The Conduit. Los desarrolladores decidieron cambiar el nombre a Conduit 2 porque pensaron que "The Conduit 2" no le quedaría bien, algo similar a lo ocurrido con las películas The Terminator y Terminator 2.

## Gameplay
Debido a que la historia en el juego original no era suficientemente inmersiva, HVS contrató un nuevo guionista con experiencia en videojuegos que además trabajó en Prey. Se le dieron más líneas de diálogo a Michael Ford, protagonista del juego. 
Esta decisión fue tomada debido a que los desarrolladores pensaron que la naturaleza introvertida de Ford lo abstenía de mostrarse. 
Conduit 2 aplicó una gran cantidad de cambios en la jugabilidad para mejorar la base del anterior juego. High Voltage cambió el ritmo de los niveles, haciéndolos menos predecibles y lineales. Los escenarios son además ahora más grandes y variados, ofreciendo posibilidades tácticas y dando la posibilidad de explorarlos más. Sin embargo estos añadidos se cumplieron a medias, puesto que si bien todos los escenarios contaron con un diseño artístico notable y dieron amplias posibilidades a la exploración, algunos dieron la sensación de acabarse rápidamente (citando como ejemplo el caso del nivel selvático). Se ha añadido la capacidad de esprintar. Hay mayor énfasis en la cobertura y la interacción y los elementos del entorno (variando esto según la misión que se juegue), esto afectando tanto al jugador como a los enemigos, contando con cierta inteligencia artificial avanzada. Los enemigos podrán portar diferentes tipos de armas, a diferencia de The Conduit donde cada tipo de enemigo contaba con su armamento específico, la IA de estos enemigos cambiará según el arma que tenga. Por ejemplo, los "Drones" armados con escopetas intentarán estar a distancias cercanas a Ford al intentar dispararle.

## Controles
Aun teniendo una muy buena base en lo que a controles se refiere, para Conduit 2 se decidió añadir el soporte para Wii Motion Plus, que le otorga al juego un leve aumento en la precisión al disparar. También se incorpora la compatibilidad con el Contról clásico de Wii, ofreciendo un nuevo estilo de juego más tradicional.

## Motor Gráfico
El juego hace uso del motor Quantum3 al igual que lo hizo su antecesor, diseñado específicamente para Wii por High Voltage Software. Este motor gráfico permite un mayor número de elementos en pantalla y efectos de humo y luz mucho más reales que otros juegos de ps3 o xbox 360 como Battlefield o gears of war.